# Dubnium
Dubnium (früher auch: Hahnium, Nielsbohrium) ist ein ausschließlich künstlich erzeugtes chemisches Element mit dem Elementsymbol Db und der Ordnungszahl 105. Es zählt zu den Transactinoiden. Im Periodensystem der Elemente steht es in der 5. IUPAC-Gruppe, der Vanadiumgruppe. Alle Dubnium-Isotope sind radioaktiv.

## Geschichte
Unabhängig voneinander hergestellt wurde Dubnium 1967 von Georgi N. Flerow et al. am Vereinigten Institut für Kernforschung bei Dubna in der Nähe von Moskau und 1970 von Albert Ghiorso et al. an der Universität von Kalifornien, Berkeley.
Wie alle Transactinoide wird Dubnium ausschließlich durch Teilchenbeschuss künstlich erzeugt.
Die sowjetische Arbeitsgruppe arbeitete dabei mit dem Beschuss von Americium durch Neon-Kerne:
{\displaystyle \mathrm {{}_{\ 95}^{243}Am+{}_{10}^{22}Ne\rightarrow {}_{105}^{260}Db+5\,{}_{0}^{1}n} }
{\displaystyle \mathrm {{}_{\ 95}^{243}Am+{}_{10}^{22}Ne\rightarrow {}_{105}^{261}Db+4\,{}_{0}^{1}n} }
Das amerikanische Team nutzte zwei andere Reaktionen. Es beschoss Californium mit Stickstoff-Kernen und Berkelium mit Sauerstoff-Kernen:
{\displaystyle \mathrm {{}_{\ 98}^{249}Cf+{}_{\ 7}^{15}N\rightarrow {}_{105}^{260}Db+4\,{}_{0}^{1}n} }
{\displaystyle \mathrm {{}_{\ 98}^{250}Cf+{}_{\ 7}^{15}N\rightarrow {}_{105}^{261}Db+4\,{}_{0}^{1}n} }
{\displaystyle \mathrm {{}_{\ 97}^{249}Bk+{}_{\ 8}^{16}O\rightarrow {}_{105}^{261}Db+4\,{}_{0}^{1}n} }
{\displaystyle \mathrm {{}_{\ 97}^{249}Bk+{}_{\ 8}^{18}O\rightarrow {}_{105}^{262}Db+5\,{}_{0}^{1}n} }

## Namensgebung
Die sowjetische Gruppe schlug für das neue Element den Namen Nielsbohrium vor (Elementsymbol Ns), nach Niels Bohr. Dieser Name wurde zunächst auch in den Schulbüchern der Sowjetunion, der DDR und des übrigen Ostblocks verwendet.
Das amerikanische Team gab dem Element den Namen Hahnium (Elementsymbol Ha), nach Otto Hahn.
Außerdem wurden vorübergehend zwei weitere Namen verwendet:
- Unnilpentium (Elementsymbol Unp) als systematische Bezeichnung (provisorischer Name)
- Joliotium, nach Irène und Frédéric Joliot-Curie, Vorschlag der IUPAC 1994

Nach einer Elementnamensgebungskontroverse wurde das Element 1997 nach dem russischen Kernforschungszentrum Dubna benannt.

## Verwendung
Das Element wurde bislang nur zu Forschungszwecken in geringsten Mengen synthetisiert (bei den Experimenten von Albert Ghiorso et al. entstanden z. B. etwa 6 Atome je Stunde) und hat darüber hinaus bisher keine Bedeutung.